# Maarten Blaauw
Maarten Blaauw (Oudewater, 15 mei 1974 – Utrecht, 19 mei 1999) was een Nederlands cabaretier en schrijver.

## Carrière
In 1997 stond Blaauw op het cabaretfestival Cameretten met het programma Ruimte. In 1998 won hij met ditzelfde programma de juryprijs op het Groninger Studenten Cabaret Festival. In 2000 verscheen een selectie van zijn gedichten en korte verhalen in de bundel Leef de dingen. Deze bundel werd postuum uitgegeven door stichting De Staart, die speciaal voor dit doel was opgericht door Blaauws familie. In 2005 kwam de korte afstudeerfilm Een ingewikkeld verhaal, eenvoudig verteld uit, die gebaseerd was op de vriendschap tussen Blaauw en Patrick van Es. De film werd geregisseerd door Jaap van Heusden en was geschreven door Van Es. De film won de AVRO Nassenstein-prijs, werd geselecteerd voor het studentenprogramma van Cannes en stond op de shortlist voor een Oscar/Student Academy Award.

## Privé
Blaauw was de broer van animatiemaker Marieke Blaauw, bekend van animatiestudio Job, Joris & Marieke.